# Península de Zamboanga
Península de Zamboanga é um região de   na região Filipinas, nas Filipinas. De acordo com o censo de 1 de maio  de  2020 possui uma população de 3 875 576 pessoas e 781 692 domicílios.
Península de Zamboanga, anteriormente chamada Mindanau Ocidental, é uma península e também uma região administrativa das Filipinas. Designada como Região IX, é composta por três províncias: Zamboanga del Norte, Zamboanga del Sur, e Zamboanga Sibugay. Fora das três províncias ficam a cidade de Zamboanga na sua parte sudeste, e Isabella City. O centro regional é Pagadían.
A área total é de 14 810,7 km², e a população é de 3 230 094 habitantes (2007). A língua mais falada é a língua chavacana, uma mistura entre castelhano e cebuano.

## Divisão Política

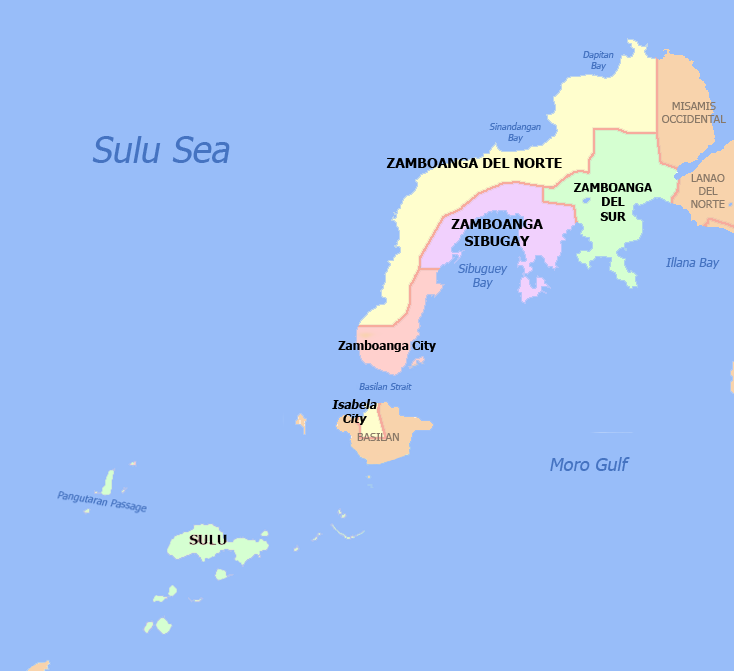
Mapa político a Península de Zamboanga.

| Província/Cidade    | Capital   | População (2007) | Área (km²) | densidade populacional (por km²) |
| ------------------- | --------- | ---------------- | ---------- | -------------------------------- |
| Zamboanga del Norte | Dipolog   | 907 238          | 6618,0     | 137,0                            |
| Zamboanga del Sur   | Pagadian  | 914 278          | 3480,7     | 262,6                            |
| Zamboanga Sibugay   | Ipil      | 546 186          | 3087,9     | 176,8                            |
|                     |           |                  |            |                                  |
| Zamboanga           | Zamboanga | 774 407          | 1483,4     | 522,0                            |
| Isabela¹            | —         | 87 985           | 140,7      | 625,3                            |

### Principais Cidades
- Dapitan, Zamboanga del Norte
- Dipolog, Zamboanga del Norte
- Isabela¹, Basilán
- Pagadian, Zamboanga del Sur

¹ Isabela é uma cidade e capital da província de Basilán que continua sob jurisdição de Basilan para a administração de serviços e funções da província. Mas para a administração de serviços regionais, a cidade faz parte da região da Península de Zamboanga, apesar do resto de Basilan estar sob autoridade da Região Autónoma do Mindanau Muçulmano.